# Nesidiochernes maculatus
Nesidiochernes maculatus är en spindeldjursart som beskrevs av Beier 1957. Nesidiochernes maculatus ingår i släktet Nesidiochernes och familjen blindklokrypare. Inga underarter finns listade i Catalogue of Life.